# 최명철 (전라북도의원)
최명철(崔明哲, 1956년 9월 13일~)은 대한민국의 제10대 전라북도의원이며, 제5·9·11대 전라북도 전주시의원이다.

## 학력
- 전주완산국민학교 졸업
- 전라중학교 졸업
- 완산고등학교 졸업
- 전주대학교 영문학과 학사

## 경력
- 소년보호사 2급
- 전주시·완산구 통합타당성실무조사 특별위원
- 전주시 건축심의위원회 위원
- 완산고등학교 총동창회 회장
- 전주시 테니스협의회 회장
- 전라북도 고교OB축구 연합회 명예회장
- 전주예술고등학교 운영위원장
- 서문초등학교 운영위원장
- 서신동 자율방범대 자문위원
- 법무부장관 위촉 송천정보통신학교(전주소년원) 방문지도 협의회장
- 송천정보통신학교(전주소년원) 취업지도 위원장
- 육군 병장 만기제대
- 전주대학교 총동창회 이사
- 재단법인 전주대학교 장학재단 이사
- 청소년지킴이 전주대학교 자원봉사단 고문
- 재단법인 한국범죄 방지재단위원
- 전라북도 소년소녀가장 후원회원
- 사단법인 곰두리봉사단 운영위원장
- 전주시 체육회 감사
- 전주시 체육회 대의원
- 캠코리아(산업공단 남품업체) 대표
- 법무부 소년보호위원
- 법무부 소년보호위원 호남 지역협의회 회장
- 119 시민안전위원
- 서문초등학교 운영위원장
- 1995.07 ~ 1998.06 제5대 전라북도 전주시의회 의원
- 1995.07 ~ 1996.12 제5대 전라북도 전주시의회 전반기 도시건설위원회 위원
- 1997.01 ~ 1998.06 제5대 전라북도 전주시의회 후반기 도시건설위원회 위원
- 1995.07 ~ 1998.06 제5대 전라북도 전주시의회 전·후반기 예산결산특별위원회 간사
- 민주당 전북도당 지방자치특별위원장
- 2010.07 ~ 2014.06 제9대 전라북도 전주시의회 의원
- 2010.07 ~ 2012.07 제9대 전라북도 전주시의회 전반기 도시건설위원회 위원
- 2012.07 ~ 2014.06 제9대 전라북도 전주시의회 후반기 행정위원회 위원
- 2012.07 ~ 2014.06 제9대 전라북도 전주시의회 후반기 예산결산특별위원회 위원장
- 2017.04 ~ 2018.06 제10대 전라북도의회 의원
- 2017.04 ~ 2018.06 제10대 전라북도의회 후반기 예산결산특별위원회 위원
- 2017.04 ~ 2018.06 제10대 전라북도의회 후반기 환경복지위원회 부위원장
- 제10대 전라북도의회 전라북도 노인복지정책위원회 위원
- 제10대 전라북도의회 전라북도 학교폭력지역대책위원회 위원
- 2019.04 ~ 2022.06 제11대 전라북도 전주시의회 의원
- 2019.04 ~ 2020.07 제11대 전라북도 전주시의회 전반기 도시건설위원회 위원
- 2019.04 ~ 2020.07 제11대 전라북도 전주시의회 전반기 예산결산특별위원회 위원
- 2020.02.27 민주평화당 탈당, 더불어민주당 복당
- 2020.07 ~ 2022.06 제11대 전라북도 전주시의회 후반기 행정위원회 위원

## 수상
- 법무부 장관상
- 대한변호사협회장 수상
- 법무부장관 감사패
- 2003 범죄예방 자원봉사상 특별상
- 전주시장 공로상
- 전주시장 감사패
- 전주소년원 방문지도 협의회장 수상
- 서신동 각 아파트 감사패 21회 수상
- 2014 대한민국 유권자 대상 수상
- 전라북도 교육감 표창
- 범죄예방자원봉사특별상
- 대한노인회 전라북도 노인회장 표창
- 대한노인회 전주지회장 표창

## 역대 선거 결과
|  | 52.26% |

|  | 29.36% |

|  | 20.49% |

|  | 20.89% |

|  | 29.33% |

|  | 57.17% |

|  | 38.82% |

|  | 43.65% |

|  | 36.21% |